# Chresten Forsom
Chresten Forsom (født 1980) er en dansk digter, færdiguddannet fra Forfatterskolen 2005.
Forsom debuterede 2009 med en digtsamling uden titel og omslag. Denne lanceringsmæssige besværlighed valgte digteren efter eget udsagn for at sikre, at intet uvedkommende stod mellem læseren og teksten. Værket fandt sin eksklusive udbredelse gennem forlagets bogklub.

## Udgivelser
- ingen titel, Anblik, 2009 (Digte)